# Арыстанкулова, Гульсара Мереевна
Гульсара Мереевна Арыстанкулова (каз. Гүлсара Мерейқызы Арыстанқұлова; род. 15 октября 1971 года, Джамбульская область, Казахская ССР, СССР) — казахстанский дипломат. Чрезвычайный и Полномочный Посол Республики Казахстан во Франции (с 2022), Монако (с 2022, по совместительству).

## Биография
С 1998 по 2008 годы работала атташе посольства Казахстана в Бельгии, вторым, первым секретарём комитета по делам СНГ, начальником управления комитета международной информации Министерства иностранных дел Казахстана, вторым, первым секретарём в посольстве Казахстана во Франции.
С 2008 по 2022 годы — консультант, заместитель заведующего отделом внешней политики и международных связей Администрации президента Казахстана.
С 23 июля 2022 года по 14 августа 2023 года — Чрезвычайный и Полномочный Посол Республики Казахстан во Французской Республике. С 29 декабря 2022 года — Чрезвычайный и Полномочный Посол Республики Казахстан в Княжестве Монако по совместительству. С 29 декабря 2022 года по 14 августа 2023 года —  Постоянный представитель Республики Казахстан при Организации ООН по вопросам образования, науки и культуры по совместительству.